# Ceratina litoraria
Ceratina litoraria är en biart som beskrevs av Jacobus van der Vecht 1952.
Ceratina litoraria ingår i släktet märgbin och familjen långtungebin. Inga underarter finns listade i Catalogue of Life.